# Кампитијело (Салерно)
Кампитијело је насеље у Италији у округу Салерно, региону Кампанија.
Према процени из 2011. у насељу је живело 48 становника. Насеље се налази на надморској висини од 4 м.